# Sieben Steine von Preußlitz
Die Sieben Steine oder Siebensteine (auch als Rügensteine bezeichnet) sind eine Gruppe von Steinen in Preußlitz, einem Ortsteil von Bernburg (Saale) im Salzlandkreis in Sachsen-Anhalt, bei denen es sich entweder um die Überreste eines Großsteingrabes oder einer Menhiranlage handelt.

## Lage und Beschreibung
Die Steine stehen heute im Südosten von Preußlitz in der Cörmigker Straße direkt vor einem Wohnhaus gegenüber dem Friedhof. Über ihren ursprünglichen Standort ist nichts bekannt, außer dass es sich um ein Feld in der Umgebung von Preußlitz handelte. Einer der Steine wurde in den letzten Jahrzehnten entfernt. Bei einer Untersuchung durch Waldtraut Schrickel in den 1950er Jahren waren aber noch alle sieben vorhanden.
Bei allen Steinen handelt es sich um unbearbeitete Findlinge. Nach Schrickel hatten sie von links nach rechts folgende Beschaffenheit:
1. Ein Stein aus Sandstein mit einer Höhe von 49 cm, einer Breite von 55 cm und einer Tiefe von 20 cm
2. Ein Stein aus Sandstein mit einer Höhe von 100 cm, einer Breite von 130 cm und einer Tiefe von 27 cm
3. Ein Stein aus Braunkohlenquarzit mit einer Höhe von 86 cm, einer Breite von 110 cm und einer Tiefe von 35 cm
4. Ein Stein aus rötlichem Granit mit einer Höhe von 130 cm, einer Breite von 90 cm und einer Tiefe von 90 cm
5. Ein Stein aus Sandstein mit einer Höhe von 73 cm, einer Breite von 50 cm und einer Tiefe von 19 cm
6. Ein Stein aus Braunkohlenquarzit mit einer Höhe von 115 cm, einer Breite von 100 cm und einer Tiefe von 41 cm
7. Ein Stein aus Gneis mit einer Höhe von 55 cm, einer Breite von 60 cm und einer Tiefe von 20 cm (dieser Stein fehlt heute)

Für die Bezeichnung „Rügensteine“ gibt es zwei mögliche Ursprünge: Entweder geht sie zurück auf die Benennung der Gruppe als „eine Riege Steine“ oder auf die ehemalige Funktion als Gerichtsstätte (ein Rügegericht).

## Die Sieben Steine in regionalen Sagen
Gemäß einer Sage soll es sich bei den Sieben Steinen um versteinerte Menschen handeln. Demnach kam einst ein aus seinem Kloster verstoßener alter Mönch nach Preußlitz und wollte am Sonntag den Gottesdienst stören, indem er mit einer Geige zum Tanz aufspielte. Tatsächlich konnte er drei Männer und Frauen dazu verführen, der Kirche fernzubleiben und zu tanzen. Zur Strafe wurden alle sieben in Steine verwandelt.